# Георги Китанов (футболист, р. 1995)
Георги Китанов (роден на 6 март 1995 г.) е български футболист, вратар.

## Кариера
Китанов е роден в Благоевград, но в ранна детска възраст се премества да живее във Варна с родителите си. На 9-годишна възраст започва да тренира футбол в школата на местния клуб Черно море.
В началото на 2012 г., Китанов започва тренировки с първия тим на „моряците“ под ръководството на треньора Стефан Генов. Той записва официален дебют в А група на 14 май 2012 г. при победа с 2:1 над Видима-Раковски, заменяйки в края на срещата Пламен Колев.
През сезон 2012/13 Китанов става твърд титуляр в състава на Черно море само на 17-годишна възраст. С добрите си изяви привлича вниманието на холандския гранд ПСВ Айндховен, където изкарва едноседмични проби през януари 2013 г.
На 2 юни 2016 г. Китанов преминава в ЦСКА (София), за 3 години.
На 19 юни 2019 г. Китанов преминава в румънския Астра (Гюргево), за 3 години.
На 6 октомври 2020 преминава в Петролул Румъния.
На 8 август се присъединява към Флориана.